# Тарасова Анастасія Євгенівна
Анастасія Євгенівна Тарасова (рос. Тарасова, Анастасия Евгеньевна; народилася 9 вересня 1980, м. Полевський, Свердловська область, Росія) — російський режисер документального кіно.
Закінчила ВДІК (факультет режисури, майстерня Ігоря Гелейна).
З 2004 року співпрацювала з різноманітними студіями документального кіно, а 2008 року заснувала кіностудію «Альбатрос».

## Фільмографія
- «Вірна» (2008)
- «Лінар» (2013) та ін.